# Ilsvikbanen
| Ila aus der Luft gesehen (2010) |                      |                          |                                |
| Spurweite: | 1435 mm (Normalspur) |                          |                                |
| |                      |                          |                                |
| \| \| \| Dovrebanen von Trondheim \| \| \| \| \| Skansenbrua \| (52 m, 1918) \| \| \| \| Fagervika \| \| \| \| \| \| \| \| \| 551,59 \| Møllehaugen (90 m) \| Møllehaugen (90 m) \| \| \| 551,67 \| Skansen \| Skansen \| \| \| 551,37 \| Ilelva, Nidareid (120 m) \| Ilelva, Nidareid (120 m) \| \| \| 550,95 \| Steinberget (612 m) \| Steinberget (612 m) \| \| \| \| \| \| \| \| 550,80 \| Marienborg (1999) \| (Abzweigstelle, 1917–1999 Bf.) \| \| \| \| Stavnebanen nach Leangen \| \| \| \| \| Dovrebanan nach Støren \| \| |                      |                          |                                |
| Strecke |                      | Dovrebanen von Trondheim | Dovrebanen von Trondheim       |
| Brücke über Wasserlauf |                      | Skansenbrua              | (52 m, 1918)                   |
| Betriebs-/Güterbahnhof Streckenanfang (Strecke außer Betrieb) · Strecke |                      | Fagervika                | Fagervika                      |
| Abzweig geradeaus und nach links (Strecke außer Betrieb) · Abzweig geradeaus und ehemals nach rechts |                      |                          |                                |
| Tunnel (Strecke außer Betrieb) · Strecke | 551,59               | Møllehaugen (90 m)       | Møllehaugen (90 m)             |
| Strecke (außer Betrieb) · Haltepunkt / Haltestelle | 551,67               | Skansen                  | Skansen                        |
| Brücke über Wasserlauf (Strecke außer Betrieb) · Tunnel | 551,37               | Ilelva, Nidareid (120 m) | Ilelva, Nidareid (120 m)       |
| Tunnel (Strecke außer Betrieb) · Strecke | 550,95               | Steinberget (612 m)      | Steinberget (612 m)            |
| Strecke nach links (außer Betrieb) · Abzweig geradeaus und ehemals von rechts |                      |                          |                                |
| Haltepunkt / Haltestelle | 550,80               | Marienborg (1999)        | (Abzweigstelle, 1917–1999 Bf.) |
| Abzweig geradeaus und nach links |                      | Stavnebanen nach Leangen | Stavnebanen nach Leangen       |
| Strecke |                      | Dovrebanan nach Støren   | Dovrebanan nach Støren         |

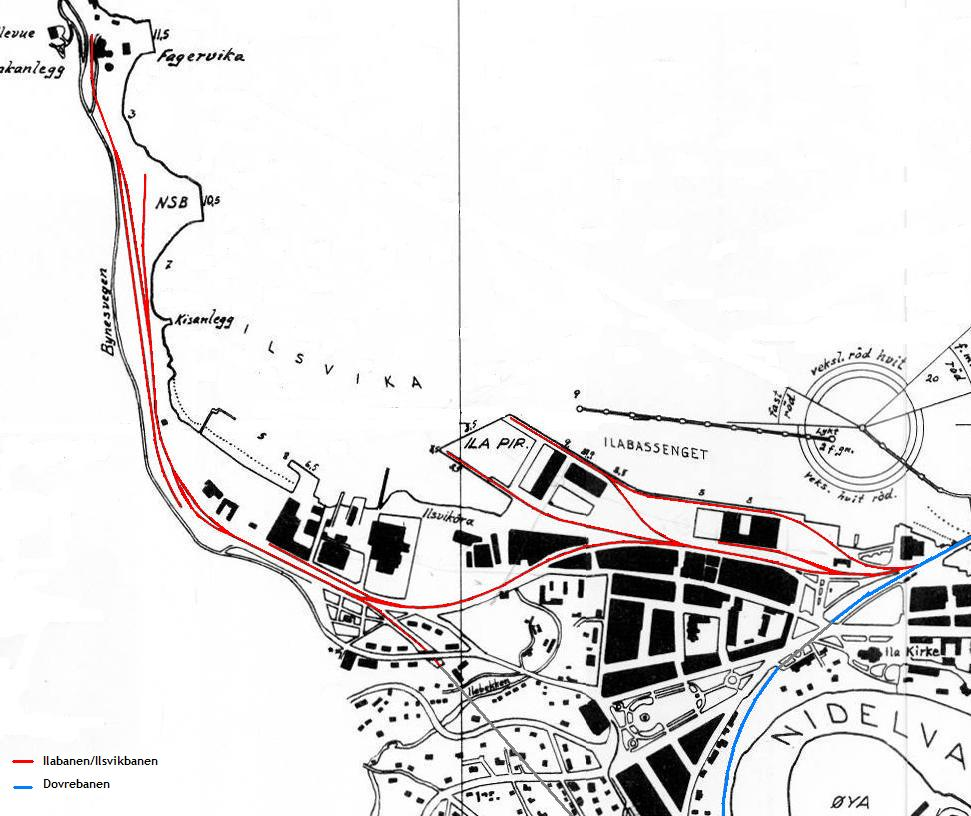
Ausschnitt aus dem Plan des Trondheimer Hafens aus dem Jahr 1953 – die Bahnlinie von Skansen nach Fagervika ist rot, Dovrebanen ist blau markiert

Ilsvikbanen war eine norwegische Eisenbahnstrecke, die von der Dovrebane abzweigte und in das Industriegebiet von Fagervika führte. Die Strecke wurde unter anderem für den Transport von Pyrit und Zink aus der Killingdal-Grube in Holtålen über die Rørosbanen zur Erzaufbereitungsanlage und zur Versandanlage in Fagervika von 1953 bis Schließung der Grube im Jahr 1986 benutzt. Darüber hinaus wurden über die Strecke die Pier in Ila und verschiedene Unternehmen in Ilsvika und Fagervika bedient.

## Geschichte
Die Strecke war zweiteilig:
Die Ilasporet von Trondheim zweigte vor dem Bahnhof Skansen nach Fagervika ab. Sie war etwa 2,3 Kilometer lang und wurde 1884 erbaut. Die Strecke verlief entlang des Industriegebiets von Nedre Ila und an den Trondheimer Getreidesilos und dem Ila Pier vorbei. Dort traf die Strecke auf die von Marienborg kommende Steinbergsporet. Die beiden Strecken trafen sich östlich des Reserve-Kraftwerkes in Ilsvika, von wo aus sie zusammen bis Fagervika führten.
Die Steinbergsporet von Marienborg nach Fagervika war etwa 1,2 Kilometer lang und wurde während des Zweiten Weltkrieges angelegt. Die Strecke führte durch das Steinberget-Tunnel (612 Meter) und das Møllehaugen-Tunnel  (90 Meter), bevor sie auf die Ilasporet in Höhe des Reserve-Kraftwerkes in Ilsvika traf. Beide Streckenabschnitte wurden im Herbst 1995 geschlossen und komplett abgebaut. Auf dem Planum wurde zwischen 2004 und 2010 die Nördliche Entlastungsstraße von Trondheim errichtet.
Die um die ehemalige Strecke liegenden Gebiete wurden aufgrund der starken Verschmutzung mit Schwermetall im April / Mai 2010 mit Blick auf neue Naherholungsgebiete von der Stadt Trondheim gereinigt. Es existieren noch etwa 100 Meter Gleis im Tanklager in Fagervika, die frühere Bahntrasse von Ilsvika nach Fagervika ist heute ein Fuß- und Radweg.

## Bilder

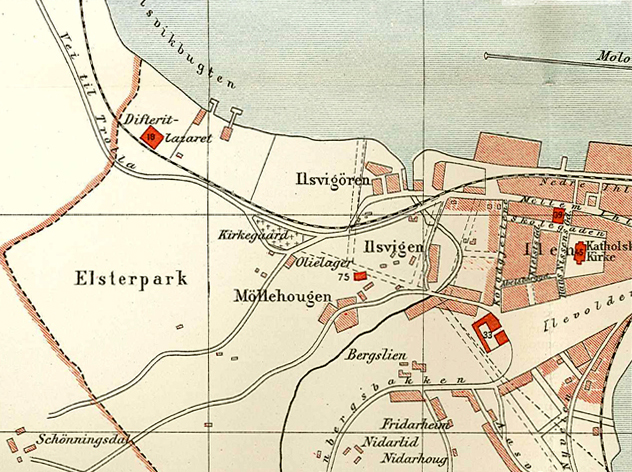
Karte von Ilsvika und Ilasporet von 1898
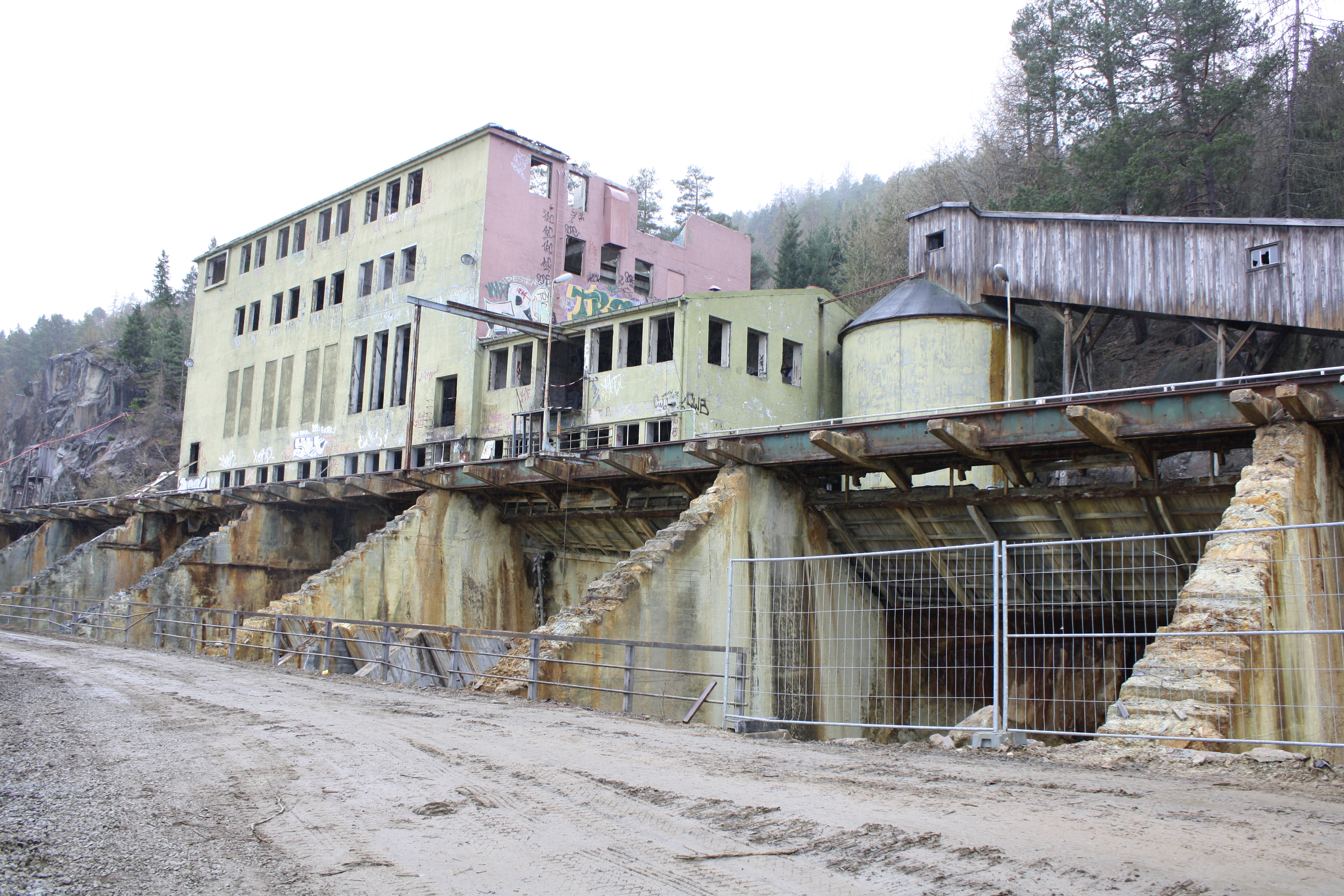
Erzaufbereitung und Versandanlage der Killingdal-Grube, die Mitte Mai 2010 abgerissen wurden
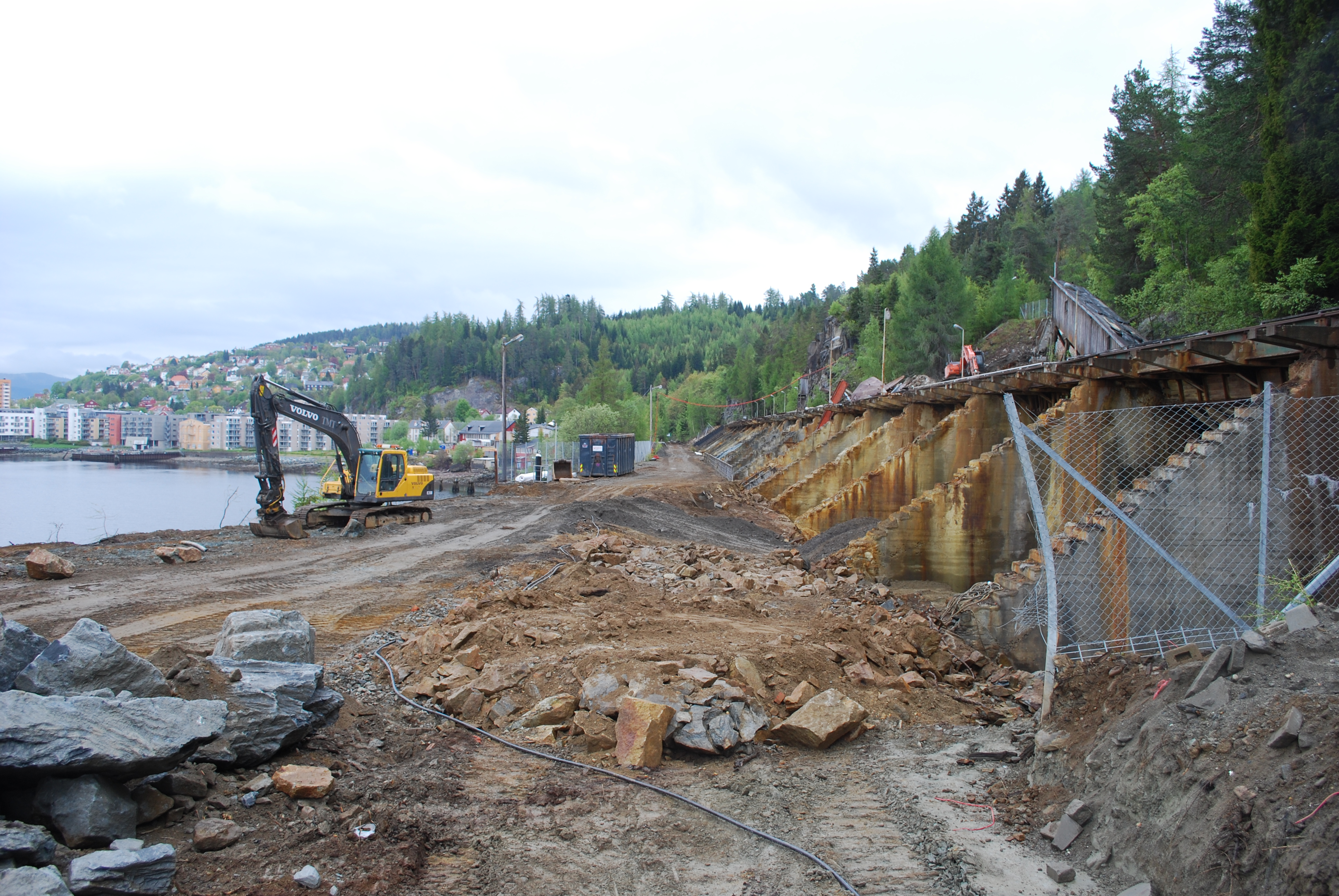
Die Bahnstrecke lag in der Mitte des Bildes. Neuere Gebäude an Ilsvika im Hintergrund auf der linken Seite
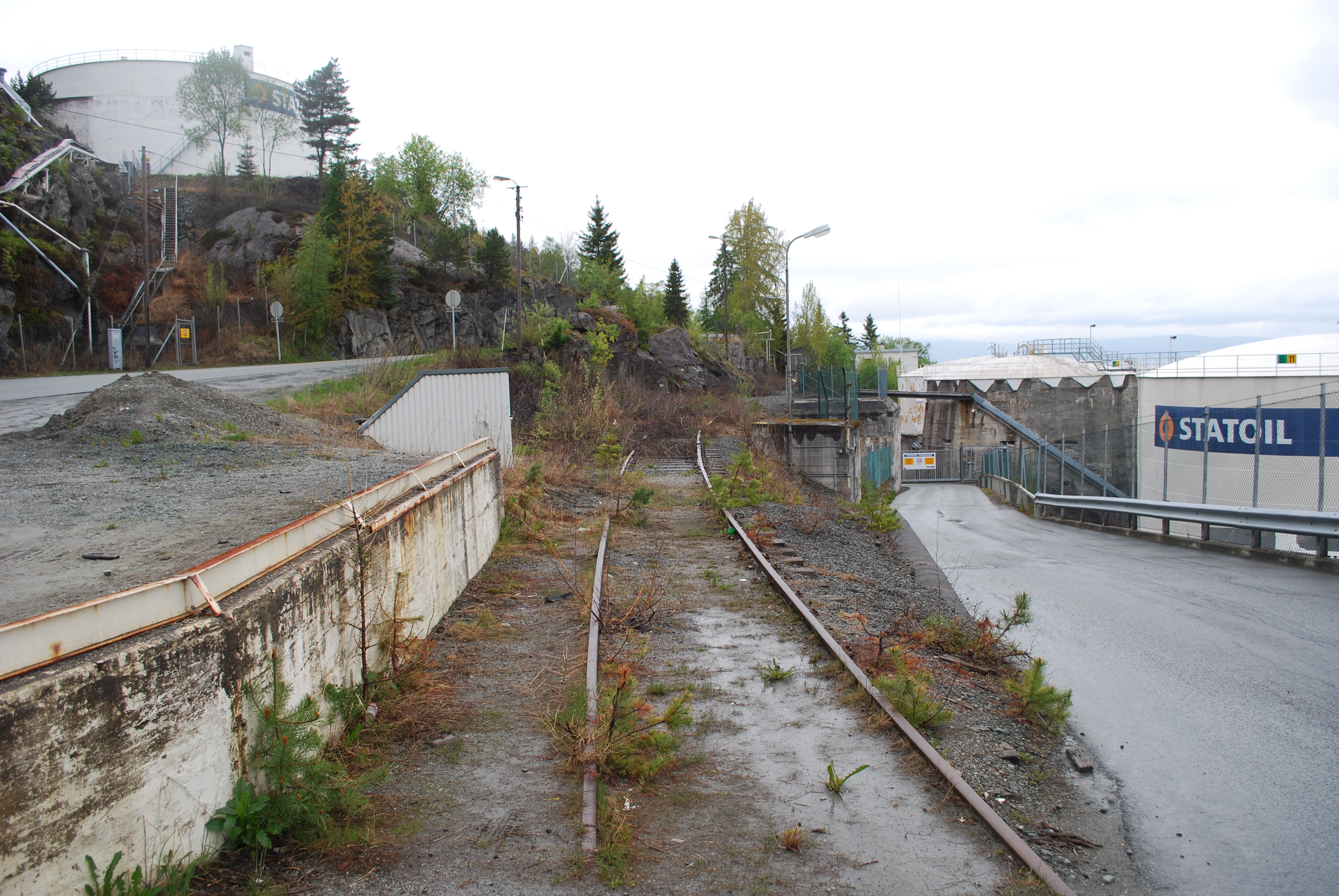
Verbliebene Gleisreste im Tanklager bei Fagervika. Die Strecke endet etwa 100 Meter weiter